# La Crònica Mèdica
La Crònica Mèdica fou una revista mèdica fundada en València per Aguilar, Candela, Campà i Gimeno, tots ells prestigiosos professors de la Facultat de Medicina de València.
Va tindre una gran rellevància com a òrgan d'expressió escrita de la medicina valenciana i espanyola des de la segona meitat del segle xix fins a bona part de la meitat del segle segle xx.

## Primer equip de redactors
La redacció de la revista al seus inicis va estar a càrrec de:
- Francesc Navarro i Rodrigo
- Francesc de Paula Campà i Porta
- Pelegrí Casanova i Ciurana
- Amalio Gimeno y Cabañas
- Joan Aguilar i Lara
- Manel Candela i Pla
- Juli Magraner i Marinas
- Francesc Moliner

## Èpoques
La seva publicació va ser discontínua, i el seu títol i característiques van variar. Aquests períodes de publicació estan dividits en tres èpoques: 
La primera que va comprendre des de la seva fundació el 1877 fins al 1894, el seu subtítol era «Revista quinzenal de Medicina i Cirurgia pràctiques». Constava de dèsset volums, en quart, cadascun dels quals contenia 24 números, tret de l'últim volum on només hi havia setze. El volum 17 i darrer, correspon a l'any 1894 i finalitza amb el número 400. A partir d'aquest any, la revista passa a anomenar-se «La Crònica Mèdica i El Progrés Ginecològic», sota la direcció de Manel Candela i Francesc Moliner i Nicolàs.
La segona, des del 1907 al 1919; després de la publicació d'uns fascicles solts el 1905 i el 1906, el 1907 apareix el primer número de la segona època de «La Crònica Mèdica».
La tercera època, des del 1928 fins a la seua desaparició el 1939, on porta un subtítol semblant al que va tindre a la primera: «Revista quinzenal de Medicina i Cirurgia». El darrer número no s'arribà a distribuir, i va quedar-se als tallers de la impremta en acabar la guerra civil. Cada any es divideix en dues parts o volums, amb sis números cadascun. La presentació va ser pareguda a la de la primera època.
En el primer número d'aquesta tercera època es fa referència al contracte amb una casa publicitària per intentar una major difusió de la revista, també es van ampliar les seccions habituals i es va donar cabuda a treballs de corresponsals a França, Itàlia, Anglaterra, Alemanya i Àustria, així com també es va proposar recollir informació del que es publicava a altres revistes espanyoles per donar a conèixer «a l'estranger el renaixement mèdic espanyol». Van intentar fer una nova revista amb una capçalera de llarga tradició. Les seccions d'aquesta nova època comprenen:
- Treballs originals
- Clínica Mèdica
- Notes terapèutiques
- Assumptes diversos
- Anuncis

Al llarg de la seva publicació, va patir variacions en quant a continguts i canvis de denominació de les diferents seccions. La publicació d'articles originals ocupa més de la meitat de la revista; l'extensió considerable d'alguns d'aquests articles fa que apareguen per capítols en diversos fascicles. Entre les altres seccions, les més freqüents són:
- Revista de la premsa científica
- Formulari
- Secció de notícies
- Varietats
- Secció bibliogràfica

També destaca la inclusió d'articles traduïts íntegrament de revistes estrangeres, generalment franceses.